# Ersil Ymeraj
Ersil Ymeraj (sinh 6 tháng 7 năm 1994) là một cầu thủ bóng đá Albania thi đấu cho FK Kamza ở Giải bóng đá hạng nhất quốc gia Albania.